# Cichlasoma paranaense
Cichlasoma paranaense és una espècie de peix de la família dels cíclids i de l'ordre dels perciformes.

## Morfologia
Els mascles poden assolir els 7,4 cm de longitud total.

## Distribució geogràfica
Es troba al tram superior del riu Paranà (Brasil).